# Georgette Jeanniot
Pour les articles homonymes, voir Jeanniot.
Georgette Jeanniot est une nageuse française née à Paris 2e le 10 août 1895 et morte à Soulac-sur-Mer le 9 novembre 1975,, spécialisée en nage libre.
Elle a été championne de France de natation en bassin de 50 mètres sur 100 mètres nage libre en 1913.